# Мялкки, Сусанна
Сусанна Мялкки (фин. Susanna Mälkki; род. 13 марта 1969, Хельсинки, Финляндия) — финский дирижёр, награждённая высшей наградой страны для деятелей искусства — медалью Pro Finlandia (2011).

## Биография и творчество
Родилась 13 марта 1969 года в Хельсинки.
Обучалась игре на виолончели в Академии Сибелиуса, затем в Лондонской королевской академии музыки и в Стокгольме.
С 1995 года была первой виолончелью Гётеборгского симфонического оркестра, а в 1998 году принимала участие в семинаре дирижёров Академии Сибелиуса в Карнеги-холле (Нью-Йорк), которым руководил Эса-Пекка Салонен. В дальнейшем выступала только как дирижёр.
С 2002 по 2005 годы была музыкальным руководителем Ставангерского симфонического оркестра. В августе 2004 года впервые дирижировала на фестивале в Люцерне оркестром Ensemble Intercontemporain (EIC), который создал в 1976 году Пьер Булез, исполнила произведения Харрисона Бёртуистла.
С 2006 по 2013 годы была музыкальным руководителем EIC. В ноябре 2006 года дирижировала симфоническим оркестром Новой Зеландии, в феврале 2007 года — симфоническим оркестром Сент-Луиса, в августе 2010 года — Бостонским оркестром (Бетховен, Мендельсон. Работает с известнейшими оркестрами Европы, США, Японии.
1 сентября 2014 года избрана главным дирижёром Хельсинкского симфонического оркестра и с осени 2016 года сменит на этом посту Юна Стургордса.
В апреле 2016 года была назначена главным гастролирующим дирижёром Лос-Анджелесского Филармонического оркестра и вступит в должность с осени 2017 года.

## Отдельные работы
В 1999 году дирижировала в Хельсинки финской премьерой оперы Томаса Адеса «Припудри ей лицо», в 2004 году — оперой Кайи Саариахо «Любовь издалека» в Национальной опере Финляндии, а в 2006 году — её же оперой «Страсти по Симоне» на фестивале в Вене.
Записала несколько произведений Стюарта Макрея, Вели-Матти Пуумалы. В феврале 2011 года вновь дирижировала Бостонским симфоническим оркестром, впервые исполнившим в США виолончельный концерт Ынсук Чин (2009, солист — Альбан Герхардт).

## Награды
- 2011 — медаль Pro Finlandia.
- 2016 — лучший дирижёр года по версии издания Musical America[3]